# NBA G League Ignite
Le NBA G League Ignite (L'Ignite en abrégé) était une équipe de basket-ball de développement, affiliée à la NBA Gatorade League, basée à Henderson, dans le Nevada. L’équipe participait à des matchs, hors des standards traditionnels d'une équipe de G League, et faisait partie du programme de développement d’un an de la ligue pour les espoirs de la NBA. L'effectif était composé de jeunes joueurs potentiellement présentables à la draft NBA et de vétérans. L'Ignite est créé le 16 avril 2020, et était présenté comme une alternative au basket-ball universitaire (NCAA), offrant des salaires pouvant atteindre 500 000 $.

## Historique

### Construction
Le 18 octobre 2018, la G League lance des Select Contracts de 125 000 $ pour les prospects de haute classe, y compris des occasions de perfectionnement en basket-ball, de mentorat et de bourses d’études, à compter de la saison 2019-2020.
Le 16 avril 2020, la G League annonce une hausse de salaire pour les meilleurs espoirs et un programme de développement d’un an en dehors de sa structure d’équipe traditionnelle. Les espoirs jouent aux côtés de joueurs chevronnés, vétérans, au sein d’une équipe qui prendra part à l’entraînement et de 10 à 12 matchs d'exhibition contre d’autres équipes de la G League, d'équipes nationales étrangères et des académies de la NBA. Les joueurs obtiennent des incitatifs financiers pour jouer des matchs, participer à des événements communautaires et participer à des programmes d’aptitudes à la vie quotidienne. Ils reçoivent également une bourse complète pour l’université d'Arizona State, qui a établi un partenariat avec la NBA.
Le jour même où le nouveau programme de développement est annoncé, Jalen Green, le joueur le plus prometteur en sortie de lycée, selon ESPN, devient le premier joueur à rejoindre la NBA G League Ignite, avec un contrat de 500 000 $ à la clé. Green est rapidement rejoint dans l’équipe par ses coéquipiers, Isaiah Todd et Daishen Nix, ainsi que Kai Sotto des Philippines. Le 9 juin 2020, l’ancien joueur et entraîneur de la NBA, Brian Shaw, est nommé entraîneur principal de l’Ignite. Le 16 juillet, Jonathan Kuminga, un des meilleurs prospect de sa classe de draft, signe avec la nouvelle équipe. Le nom de l’équipe, précédemment appelée G League Select Team, est rebaptisée NBA G League Ignite le 2 septembre. Le 12 novembre, l'équipe signe les joueurs vétérans comme Brandon Ashley, Bobby Brown, Cody Demps, Reggie Hearn, Jarrett Jack et Amir Johnson pour jouer aux côtés des espoirs de l’équipe, afin de les encadrer.

### Premières saisons
La nouvelle équipe rejoint la saison 2020-2021 de la NBA Gatorade League, après la non-participation de plusieurs équipes. 
Lors de la deuxième saison de l'équipe Ignite, ils n’ont été autorisés à jouer que dans le Winter Showcase, un tournoi en début de saison qui leur a permis ainsi qu’aux Capitanes de Mexico, une équipe de G League basée au Mexique, d'avoir une opportunité de rivaliser avec d’autres équipes de G League en raison des effets dévastateurs de la pandémie de COVID-19. Cette saison a été principalement menée par les nouveaux prospects comme Dyson Daniels d’Australie, l’ancien étudiant de Yakima Valley College MarJon Beauchamp et Jaden Hardy. Alors qu’ils étaient encore basés à Walnut Creek, en Californie, les Ignite jouaient leurs matchs à domicile à la Michelob Ultra Arena de Las Vegas, au Nevada, en raison des effets toujours en cours de la pandémie COVID-19 à l’époque. Lors des 12 matchs auxquels ils ont été autorisés à participer, l’Ignite détenait un bilan de 6-6, ce qui leur a permis de terminer à la 4e place dans la division Ouest mais ne leur a pas donné les qualifications nécessaires pour continuer la compétition au Winter Showcase. Ils ont également concouru contre les Capitanes de México aux côtés d’autres équipes de la NBA G League dans des matchs d’exhibition après la fin du Winter Showcase afin de donner aux jeunes joueurs d’Ignite quelques matchs supplémentaires pendant la deuxième moitié de la saison.

### Intégration à la saison régulière
À partir de la saison 2022-2023, l'équipe joue 48 matchs durant la saison régulière comme les autres équipes de la NBA Gatorade League. Pour leur troisième saison, le NBA G League Ignite a déménagé de Walnut Creek, en Californie à la vallée de Las Vegas pour jouer ses matchs à domicile au Henderson Event Center à Henderson, dans le Nevada. Cette saison est marquée pour la Série 2022 Metropolitans 92 vs. NBA G League Ignite, qui non seulement mettait en valeur les talents de Scoot Henderson et d’autres jeunes talents de la G League Ignite, mais aussi celui du pivot Victor Wembanyama et du futur top 10 de draft Bilal Coulibaly, du côté des Metropolitans aussi. L'Ignite enregistrera son plus grand nombre de victoires avec 11 au total, mais avec 21 défaites sur la saison.
Au cours de leur quatrième saison d’existence en 2023-2024, le commissaire Adam Silver a indiqué lors d’une conférence de presse le 17 février 2024 que la NBA réévaluerait l’avenir de l’Ignite dans son ensemble. Silver a noté que la mise en œuvre des droits relatifs au nom, à l’image et à la ressemblance dans le basket-ball universitaire avait réduit la nécessité d’un programme officiel de recrutement. En plus de l’adoption complète, au début des années 2020, de la rémunération des athlètes étudiants à l’université et même dans le secondaire, la croissance croissante de la ligue compétitive de basket-ball junior Overtime Elite est une alternative non seulement à l’Ignite, mais aussi le basket-ball universitaire et même professionnel pour les jeunes espoirs.
Le 21 mars 2024, il est annoncé que la NBA dissoudrait la franchise à l'issue de la saison. Leur dernier match en tant que franchise a eu lieu le 28 mars 2024, dans une défaite contre les Clippers de l'Ontario. Ils ont perdu 32 matchs lors de cette saison de 34 matchs pour établir le record du plus grand nombre de défaites dans l’histoire de la G League pour une saison avec le pourcentage de victoires le plus bas jamais atteint à 5,9%, tandis que leurs deux victoires ont égalé les Wolves de l'Iowa, de la saison 2020 raccourcie par la pandémie, pour le moins de victoires en une saison. Pour la draft 2024 de la NBA, les joueurs Ron Holland, Matas Buzelis, Babacar Sané et Tyler Smith étaient les derniers joueurs représentant l’équipe pour une sélection à la draft NBA, bien que Sané soit le seul joueur de ce groupe à ne pas être sélectionné cette année-là. D’autres jeunes joueurs qui faisaient partie de l’équipe cette saison-là, comme Izan Almansa, Thierry Darlan, Dink Pate et London Johnson, chercheront à être sélectionnés dans les futures draft NBA dès 2025.

### Logos

L'Ignite basé à Walnut Creek (Californie)
Logo de 2020 à 2022.

L'Ignite basé à Henderson (Nevada)
Logo de 2022 à 2024.

## Bilan saison par saison
| NBA G League Ignite       |                           |                           |    |    |      |                         |  |
| 2020-2021                 | -                         | 8e                        | 8  | 7  | 53,3 | Éliminé au premier tour |  |
| Winter Showcase 2021-2022 | Ouest                     | 4e                        | 6  | 6  | 50,0 |                         |  |
| 2022-2023                 | Ouest                     | 11e                       | 11 | 21 | 34,4 |                         |  |
| 2023-2024                 | Ouest                     | 15e                       | 2  | 32 | 5,9  |                         |  |
| Bilan en saison régulière | Bilan en saison régulière | Bilan en saison régulière | 27 | 66 | 29,0 |                         |  |
| Bilan en Playoffs         | Bilan en Playoffs         | Bilan en Playoffs         | 0  | 1  | 0,0  |                         |  |

## Effectif
| 1. NBA G League Ignite Dernier effectif   |    |                                         |                    |
| Entraîneur : Jason Hart                   |    |                                         |                    |
| Pivot                                     | 10 | Drapeau des États-Unis                  | Efe Abogidi        |
| Ailier fort                               | 33 |                                         | Izan Almansa (P)   |
| Ailier fort                               | 13 | Drapeau des États-Unis                  | Matas Buzelis      |
| Meneur                                    | 30 | Drapeau des États-Unis                  | Norris Cole        |
| Arrière                                   | 84 | Drapeau de la République centrafricaine | Thierry Darlan (P) |
| Ailier fort / Pivot                       | 62 | Drapeau des États-Unis                  | Will Davis         |
| Meneur                                    | 21 | Drapeau des États-Unis                  | Michael Frazier II |
| Arrière                                   | 3  | Drapeau des États-Unis                  | Admon Gilder       |
| Ailier                                    | 0  | Drapeau des États-Unis                  | Ron Holland        |
| Arrière                                   | 23 | Drapeau des États-Unis                  | John Jenkins       |
| Meneur                                    | 2  | Drapeau des États-Unis                  | London Johnson (P) |
| Meneur                                    | 8  | Drapeau des États-Unis                  | Jeremy Pargo       |
| Ailier                                    | 1  | Drapeau des États-Unis                  | Dink Pate (P)      |
| Ailier                                    | 4  |                                         | Babacar Sané       |
| Ailier fort                               | 11 | Drapeau des États-Unis                  | Tyler Smith        |
| Ailier fort                               | 14 | Drapeau des États-Unis                  | Isaiah Todd        |
| Meneur / Arrière                          | 32 | Drapeau des États-Unis                  | Gabe York          |
| (C) - Capitaine, (P) - Prospect, - Blessé |    |                                         |                    |

## Joueurs draftés en NBA
| Draft | Joueur           | Nationalité                      | Position | Équipe                                       |
| ----- | ---------------- | -------------------------------- | -------- | -------------------------------------------- |
| 2021  | Jalen Green      | États-Unis                       | 2        | Rockets de Houston                           |
| 2021  | Jonathan Kuminga | République démocratique du Congo | 7        | Warriors de Golden State                     |
| 2021  | Isaiah Todd      | États-Unis                       | 31       | Bucks de Milwaukee (transféré à Washington)  |
| 2022  | Dyson Daniels    | Australie                        | 8        | Pelicans de La Nouvelle-Orléans              |
| 2022  | MarJon Beauchamp | États-Unis                       | 24       | Bucks de Milwaukee                           |
| 2022  | Jaden Hardy      | États-Unis                       | 37       | Kings de Sacramento (transféré à Dallas)     |
| 2023  | Scoot Henderson  | États-Unis                       | 3        | Trail Blazers de Portland                    |
| 2023  | Leonard Miller   | Canada                           | 33       | Spurs de San Antonio (transféré à Minnesota) |
| 2023  | Sidy Cissoko     | France                           | 44       | Spurs de San Antonio                         |
| 2023  | Mojave King      | Nouvelle-Zélande États-Unis      | 47       | Pacers de l'Indiana                          |
| 2024  | Ron Holland      | États-Unis                       | 5        | Pistons de Détroit                           |
| 2024  | Matas Buzelis    | États-Unis Lituanie              | 11       | Bulls de Chicago                             |
| 2024  | Tyler Smith      | États-Unis                       | 33       | Bucks de Milwaukee                           |